# Baker County (Florida)

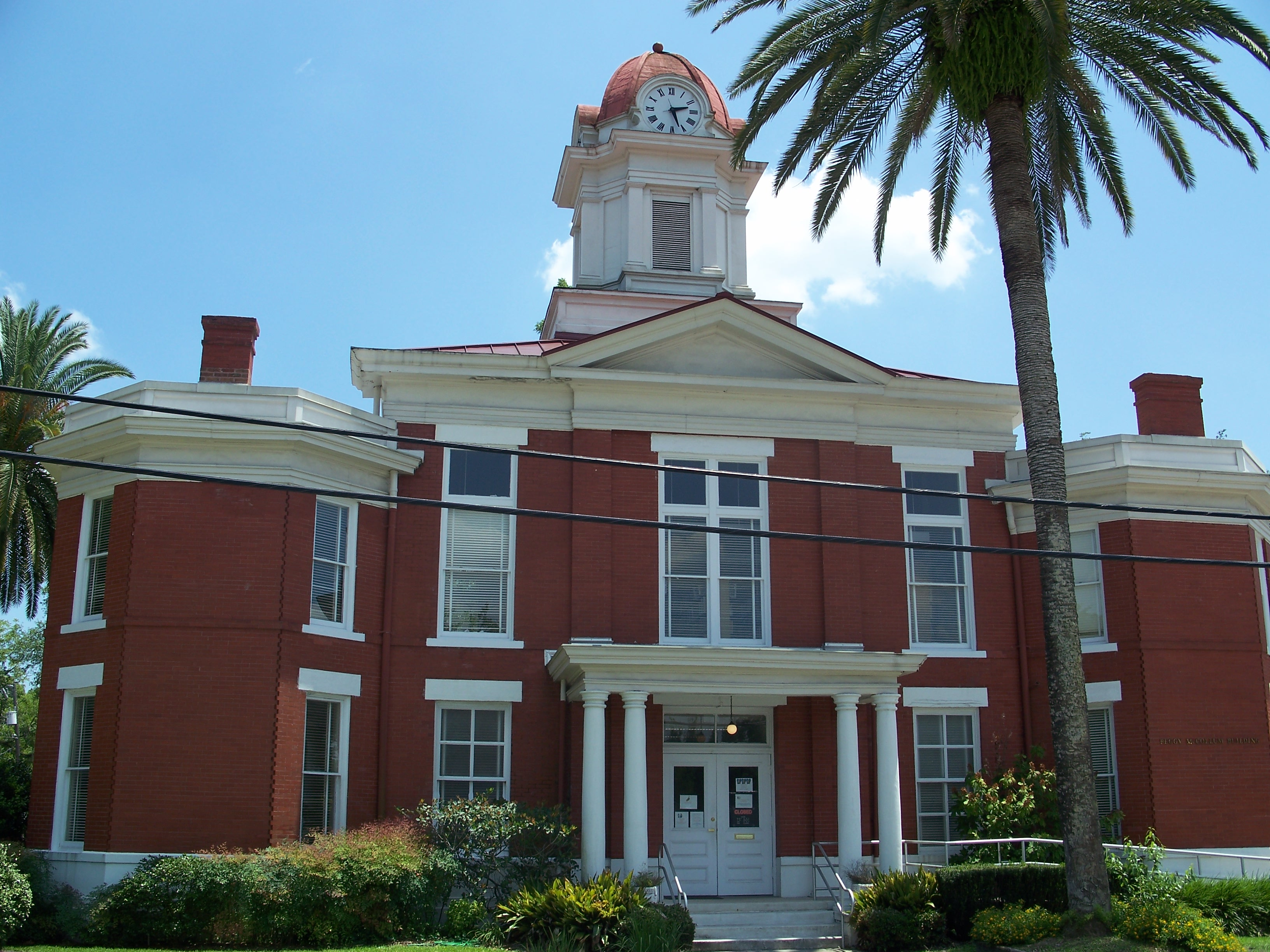
Baker County Courthouse

Baker County is een county (graafschap) in de Amerikaanse staat Florida. Het werd vernoemd naar James McNair Baker, Senator van de Confederatie. De county werd gesticht in 1861. Het ligt in het noordoosten van Florida, tegen de grens met Georgia. Aan het hoofd staat de stad MacClenny. Baker County beslaat een gebied van 1516 km² land en 10 km² water. Het Okefenokee National Wildlife Refuge ligt gedeeltelijk in de county. County's die grenzen aan Baker County zijn Nassau, Duval, Clay, Bradford, Union en Columbia.
Belangrijke steden:
- MacClenny
- Glen Saint Mary

Er wonen ongeveer 23.500 mensen in Baker County; in meer dan 7000 huishoudens en 5600 families. De gemiddelde bevolkingsdichtheid is 15/km². Van de inwoners is 84,04% blank, 13,92% zwart, 1,88% is Latijns-Amerikaans (hispanic/latino), 0,38% is indiaans en 0,40% is Aziatisch. In 41,2% van de huishoudens wonen kinderen (onder de 18), in 13,1% staat een alleenstaande huisvrouw aan het hoofd, en in 20,5% leeft men niet in familieverband. 17,1% van de huishoudens bestaat uit één persoon, in 6,9% is dat iemand van 65 jaar of ouder. Een gemiddeld huishouden telt 2,86 personen, de gemiddelde familie telt 3,2 personen. De grootste leeftijdsgroep is 25-44 jaar; 30,7% van de bevolking valt in deze categorie. Er wonen meer mannen dan vrouwen in Baker County. Het mediane inkomen van een huishouden is $ 40.035, en het mediane inkomen van een familie telt $ 43.503. Mannen verdienen gemiddeld $ 30.240 tegen de $ 21.279 die vrouwen gemiddeld verdienen. Het inkomen per hoofd is $ 15.164. 14,70% van de populatie en 11,40% van de families leeft onder de armoedegrens. Dat zijn 22,20% van de mensen onder de 18 en 8,6% van de mensen boven de 65.